# امامزاده شعیب (ری)
امامزاده شعیب مربوط به دوره قاجار است و در شهرستان ری، روستای فیروز آباد واقع شده و این اثر در تاریخ ۲۵ اسفند ۱۳۷۹ با شمارهٔ ثبت ۳۳۷۷ به‌عنوان یکی از آثار ملی ایران به ثبت رسیده است.